# Košické privilegium

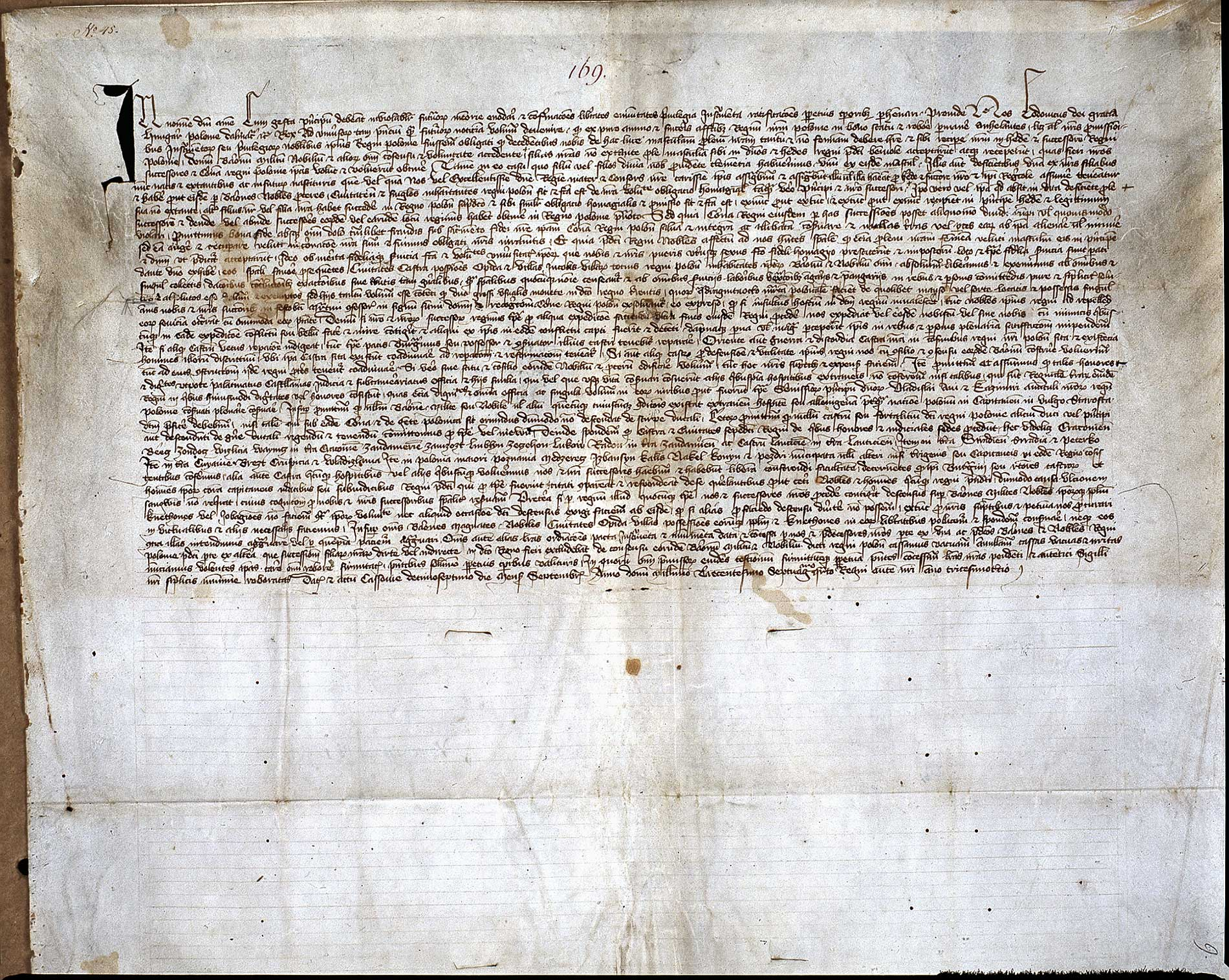
Košické privilegium

Košické privilegium (polsky Przywilej koszycki) sestával z řady práv a svobod udělených uherským králem Ludvíkem Velikým polské szlachtě (šlechtě) v roce 1374 v Košicích. Výměnou za tyto garance měla jedna z Ludvíkových dcer po jeho smrti dosednout na polský trůn.